# H.C. Andersen-medaljen

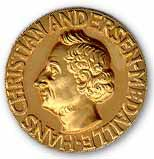
H.C. Andersen-medaljen

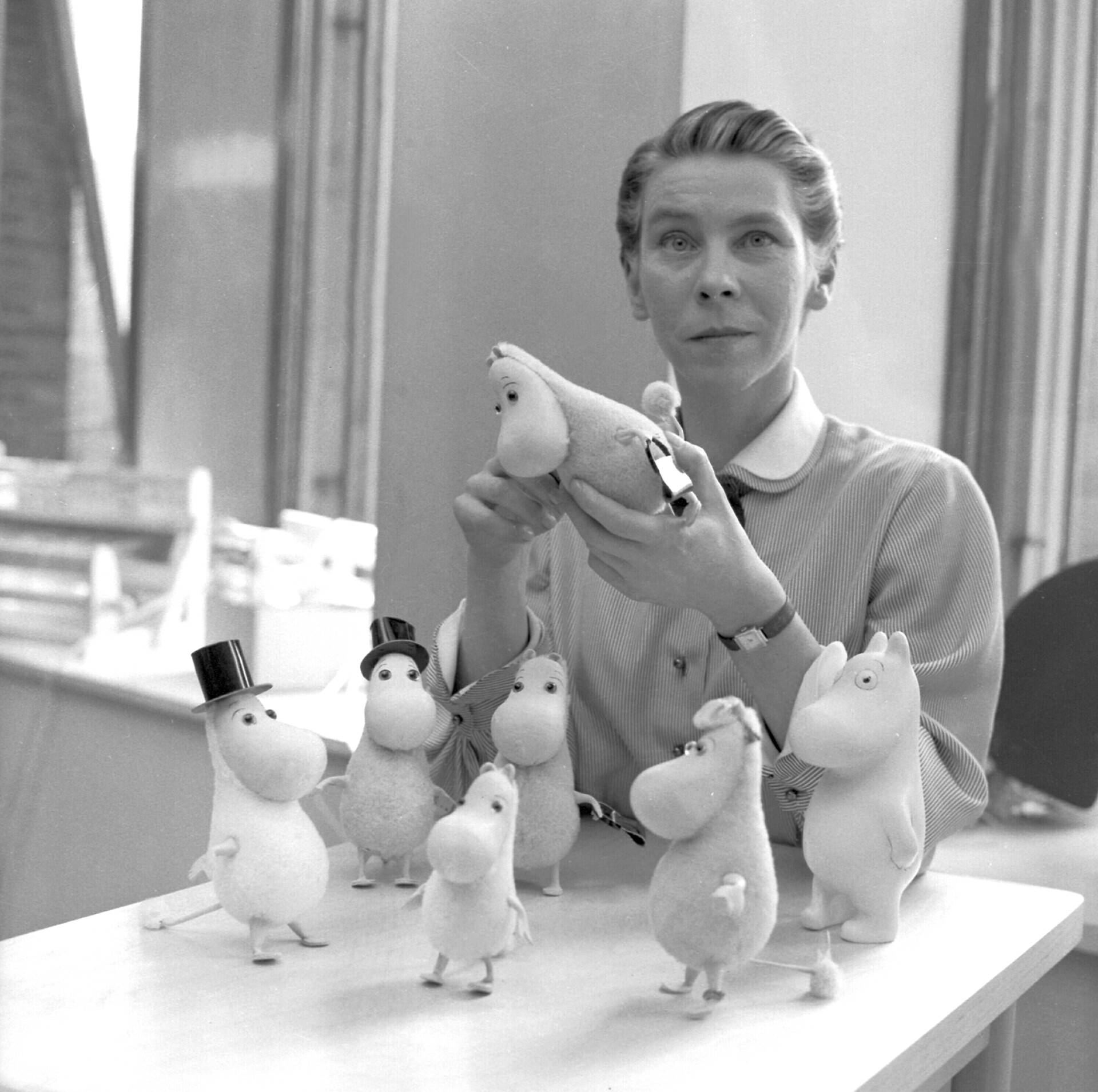
Mumintrollens författare Tove Jansson mottog priset 1966.

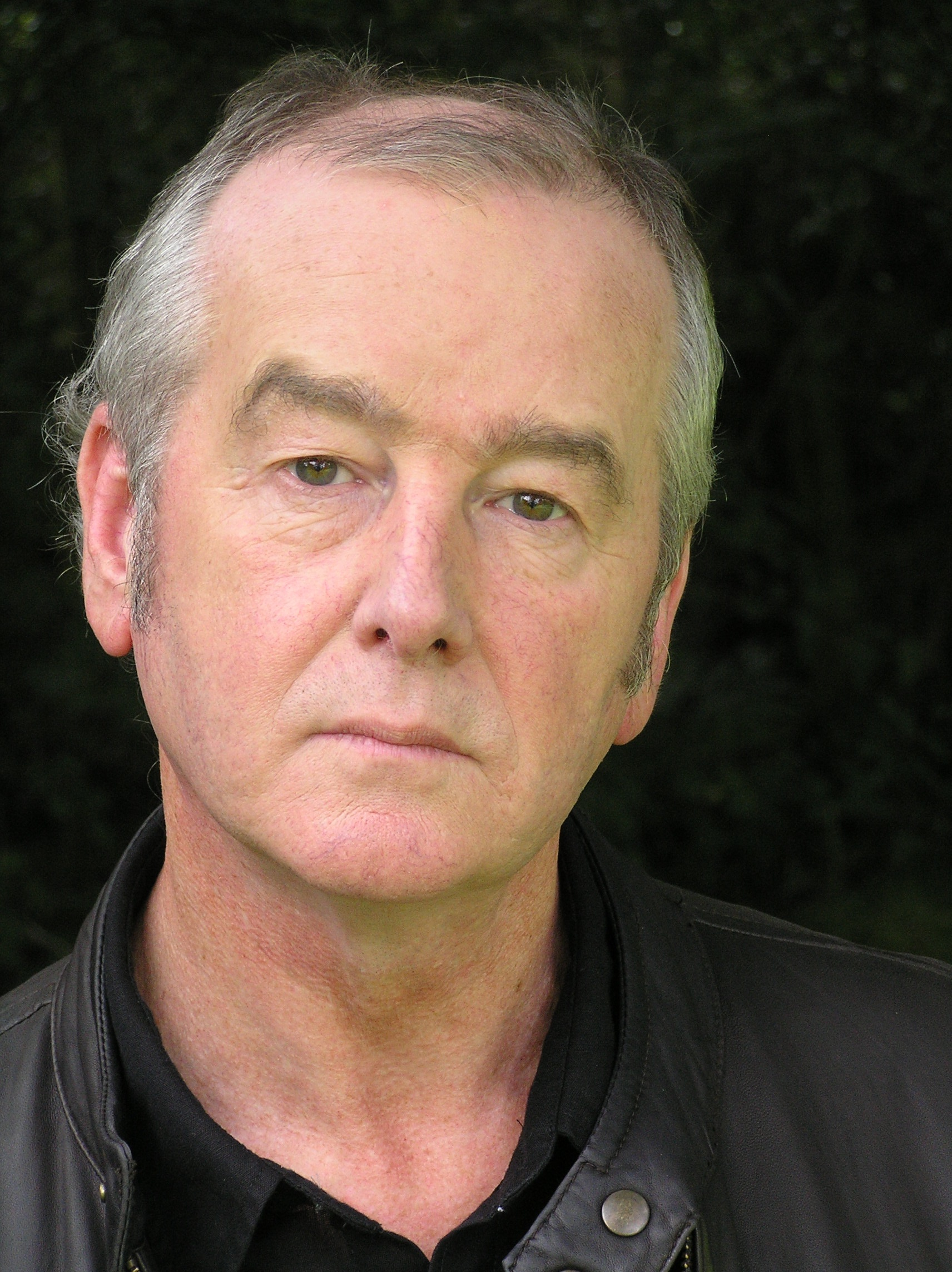
David Almond mottog priset 2010.

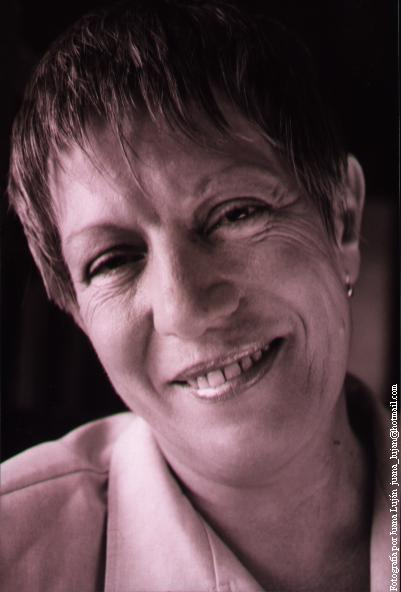
Pristagare 2012 María Teresa Andruetto.

H.C. Andersen-medaljen är två litteraturpris för "bestående bidrag till barnlitteraturen" som delas ut av International Board on Books for Young people.  Priset har delats ut till barnboksförfattare vartannat år sedan 1956 och sedan 1966 har priset även tilldelats en illustratör. 
Priset tillkännages i Köpenhamn eller vid Barnboksmässan i Bologna. Guldmedaljen utdelas vid en festlig ceremoni under IBBY:s biennala kongresser. Medaljen har kallats barnlitteraturens nobelpris eller lilla nobelpriset. 
Det finns likheter med Nobelpriset. Priset är också här uppkallat efter en nationell portalfigur, Hans Christian Andersen, och drottning Margrethe II av Danmark var prisets beskyddare mellan 1992 och 2022. 

## Författare som mottagit medaljen
1956 - Eleanor Farjeon (Storbritannien)
1958 - Astrid Lindgren (Sverige)
1960 - Erich Kästner (Tyskland)
1962 - Meindert DeJong (USA)
1964 - René Guillot (Frankrike)
1966 - Tove Jansson (Finland)
1968 - James Krüss (Tyskland) och José Maria Sanchez-Silva (Spanien)
1970 - Gianni Rodari (Italien)
1972 - Scott O'Dell (USA)
1974 - Maria Gripe (Sverige)
1976 - Cecil Bødker (Danmark)
1978 - Paula Fox (USA)
1980 - Bohumil Říha (Tjeckoslovakien)
1982 - Lygia Bojunga (Brasilien)
1984 - Christine Nöstlinger (Österrike)
1986 - Patricia Wrightson (Australien)
1988 - Annie M. G. Schmidt (Nederländerna)
1990 - Tormod Haugen (Norge)
1992 - Virginia Hamilton (USA)
1994 - Michio Mado (Japan)
1996 - Uri Orlev (Israel)
1998 - Katherine Paterson (USA)
2000 - Ana Maria Machado (Brasilien)
2002 - Aidan Chambers (Storbritannien)
2004 - Martin Waddell (Irland)
2006 - Margaret Mahy (Nya Zeeland)
2008 - Jürg Schubiger (Schweiz)
2010 - David Almond (Storbritannien)
2012 - María Teresa Andruetto (Argentina)
2014 - Nahoko Uehashi (Japan)
2016 - Cao Wenxuan (Kina)
2018 - Eiko Kadono (Japan)
2020 - Jacqueline Woodson (USA)
2022 – Marie-Aude Murail (Frankrike)

## Illustratörer som mottagit medaljen
1966 - Alois Carigiet (Schweiz)
1968 - Jiri Trnka (Tjeckoslovakien)
1970 - Maurice Sendak (USA)
1972 - Ib Spang Olsen (Danmark)
1974 - Farshid Mesghali (Iran)
1976 - Tatjana Mawrina (Sovjetunionen)
1978 - Svend Otto S. (Danmark)
1980 - Suekichi Akaba (Japan)
1982 - Zbigniew Rychlicki (Polen)
1984 - Mitsumasa Anno (Japan)
1986 - Robert Ingpen (Australien)
1988 - Dusan Kállay (Tjeckoslovakien)
1990 - Lisbeth Zwerger (Österrike)
1992 - Kveta Pacovská (Tjeckien)
1994 - Jörg Müller (Schweiz)
1996 - Klaus Ensikat (Tyskland)
1998 - Tomi Ungerer (Frankrike)
2000 - Anthony Browne (Storbritannien)
2002 - Quentin Blake (Storbritannien)
2004 - Max Velthuijs (Nederländerna)
2006 - Wolf Erlbruch (Tyskland)
2008 - Roberto Innocenti (Italien)
2010 - Jutta Bauer (Tyskland)
2012 - Petr Sís (Tjeckien)
2014 - Roger Mello (Brasilien)
2016 - Rotraut Susanne Berner (Tyskland)
2018 - Igor Olyenikov (Ryssland)
2020 - Albertine Zullo (Schweiz)
2022 – Suzy Lee (Sydkorea)